# باريمباو

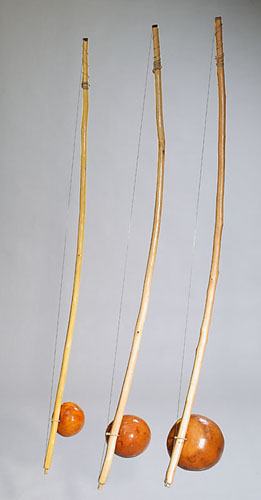
فئات مختلفة من الباريمباو: الجونجا والماديو والفيولا من اليمين إلى اليسار

الباريمباو (تلفظ برتغالي: ‎/beɾĩˈbaw/‏) هو آلة إيقاعية ذات الوتر الوحيد من البرازيل. أصلا من إفريقيا حيث يسمى بأسماء مختلفة، الباريمباو تم إدماجه في ممارسة الكابويرا، وهي فن قتالي إفريقي برازيلي ورقصة في نفس الوقت. الباريمباو هو روح الكابويرا، وهو يقود حركات ممارسي الكابويرا في "الهودا"—كلما تسرّع إيقاع الباريمباو، فتسرّعت حركة ممارسي الكابويرا. الباريمباو يشتهر في الثقافة العامة بكونه موضوعا وعنوانا لأغنية مشهورة ألّفها بادي باول، بكلمات كتبها فينيسيوس دجي مورايز. الآلة هي جزء كذلك في تقاليد الكاندومبلا.

## التصميم

أجزاء الباريمباو

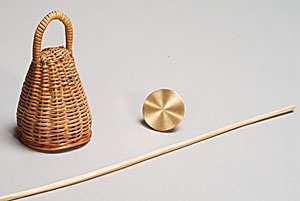
كشيشي (caxixi) وباكاتا (baqueta) ودوبراو (dobrão)

## الصوت

إصدار الأصوات الثلاثة للباريمباو: أ. صوت الدن ب. الصوت العالي د. صوت الوتر المفتوح